# Macrodactyla doreensis
Macrodactyla doreensis là một loài hải quỳ thuộc chi Macrodactyla trong họ Actiniidae. Loài này được mô tả lần đầu tiên vào năm 1833.

## Phạm vi phân bố và môi trường sống
M. doreensis có phạm vi phân bố giới hạn ở Tây Thái Bình Dương, từ vùng biển Nhật Bản trải dài về phía nam đến đảo New Guinea và bờ bắc Úc. Loài hải quỳ này cũng đã được ghi nhận ngoài khơi đảo Avis (thuộc quần đảo Andaman).
M. doreensis ưa sống trên nền đáy bùn. Độ sâu tối thiểu mà M. doreensis được tìm thấy là 11 m.

## Mô tả
M. doreensis có xúc tu nhưng lại dài (đến 17,5 cm), thuôn nhọn đều nhau, đôi khi có dạng xoắn ốc, cùng màu với đĩa miệng nhưng phần ngọn có thể đậm hoặc nhạt màu hơn. Đĩa miệng rộng, đường kính có thể đạt đến 50 cm (nhưng hiếm), thường có màu xám tía đến nâu, đôi khi phớt màu xanh lục. Cuống hải quỳ chôn vùi dưới nền đáy, phần dưới màu cam sẫm đến đỏ tươi, phần trên màu nâu.

## Sinh thái học
Khi bị chạm vào, các xúc tu của M. doreensis có thể co lại hoặc dính chặt vào tay người thu gom (có thể đứt ra khỏi hải quỳ). M. doreensis là hải quỳ cộng sinh của những loài cá hề sau đây:
- Amphiprion chrysopterus (trước đây bị nhầm lẫn với Amphiprion chrysogaster[3])
- Amphiprion clarkii
- Amphiprion perideraion
- Amphiprion polymnus
- Amphiprion chagosensis

Cá thia của loài Dascyllus trimaculatus cũng chọn hải quỳ M. doreensis làm nơi cư trú.